# Ballets Russes

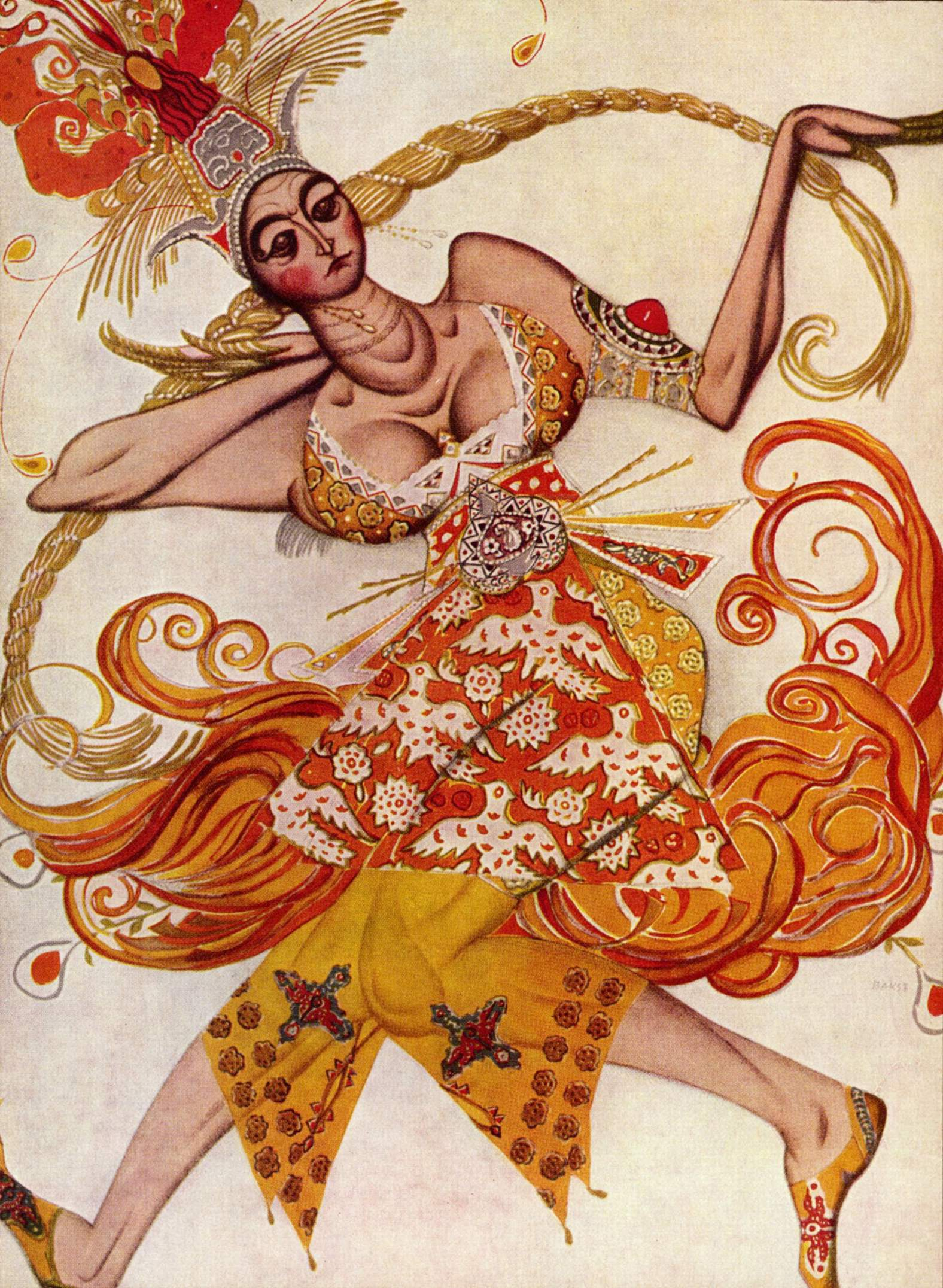
Léon Bakst: Der Feuervogel, Ballettfigurine, 1910

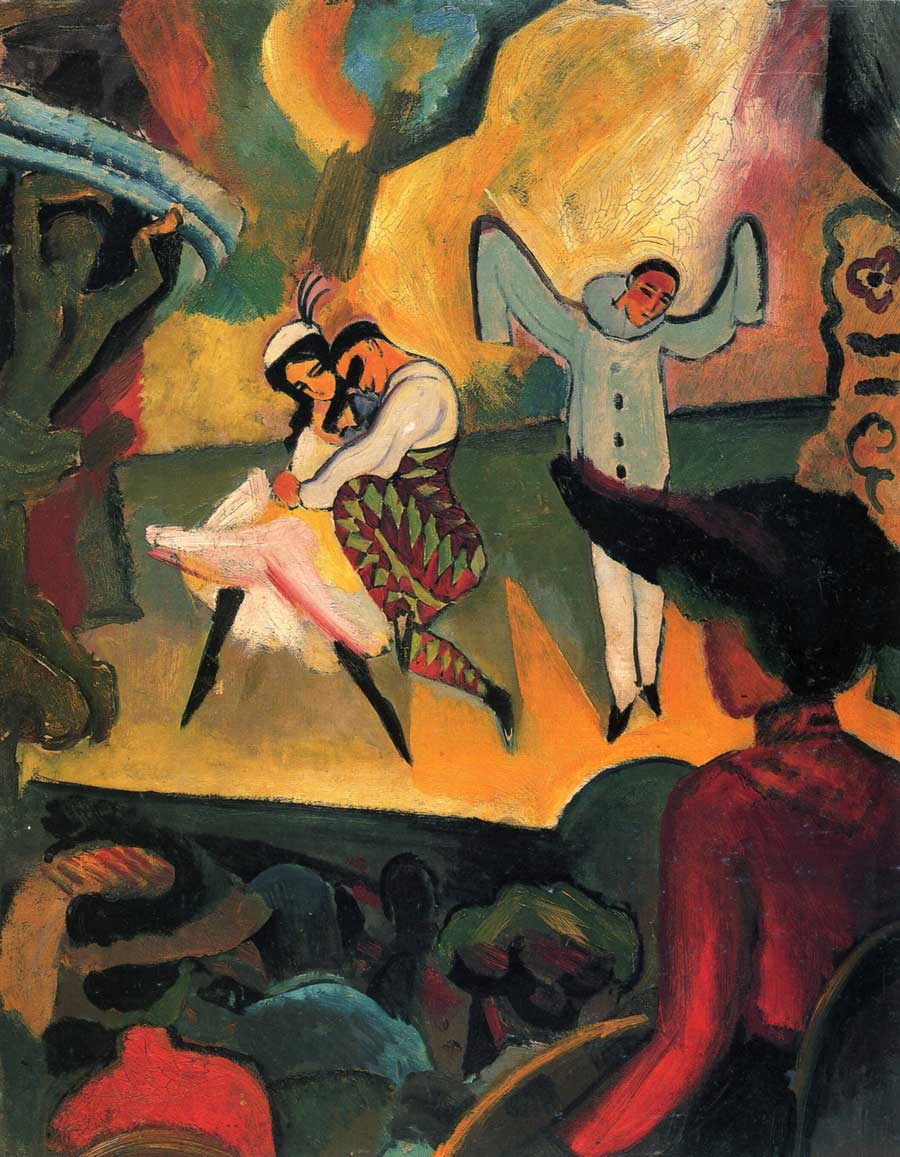
Russisches Ballett 1 von August Macke, 1912

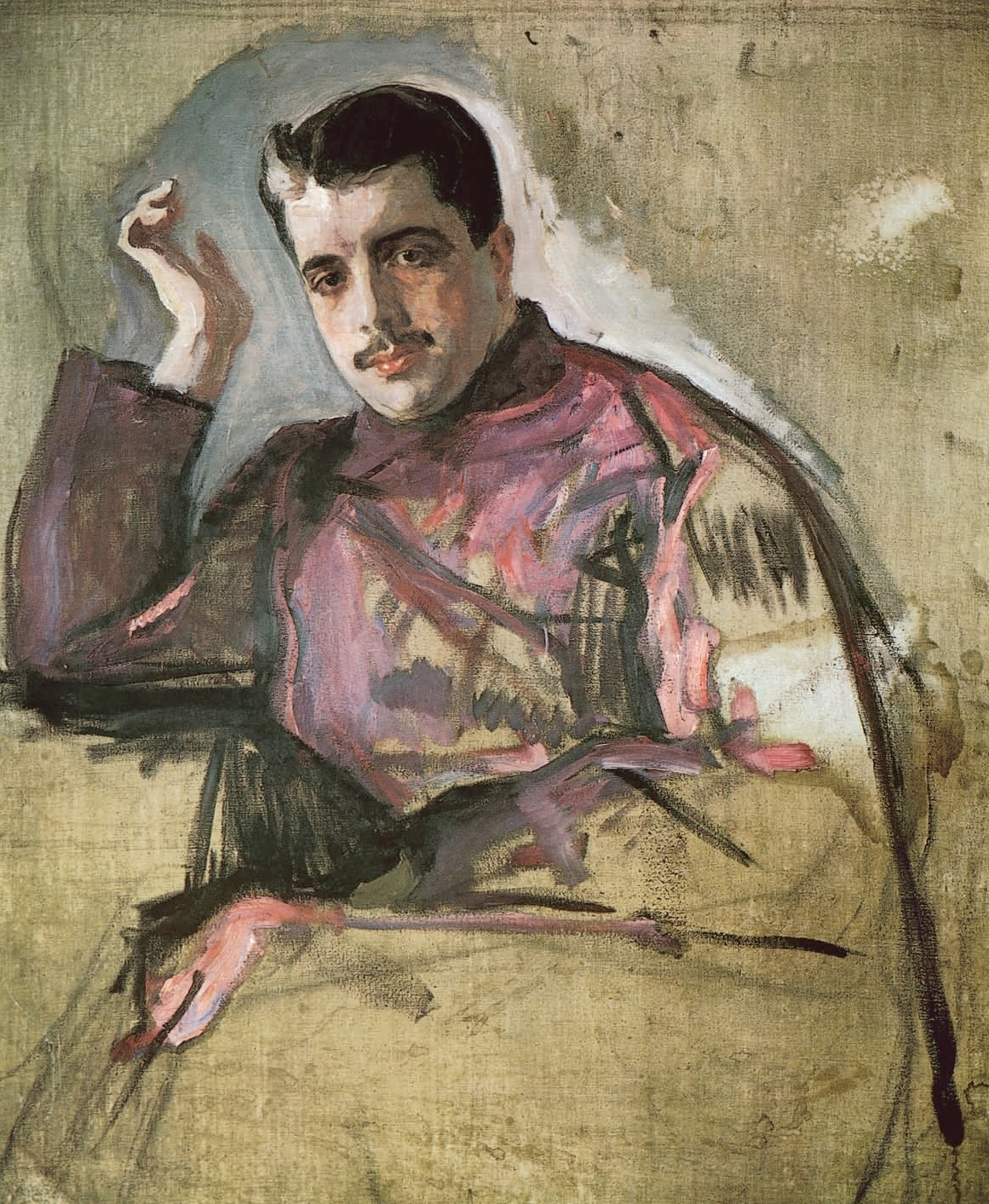
Walentin Serow: Porträt Sergei Djagilew (1909)

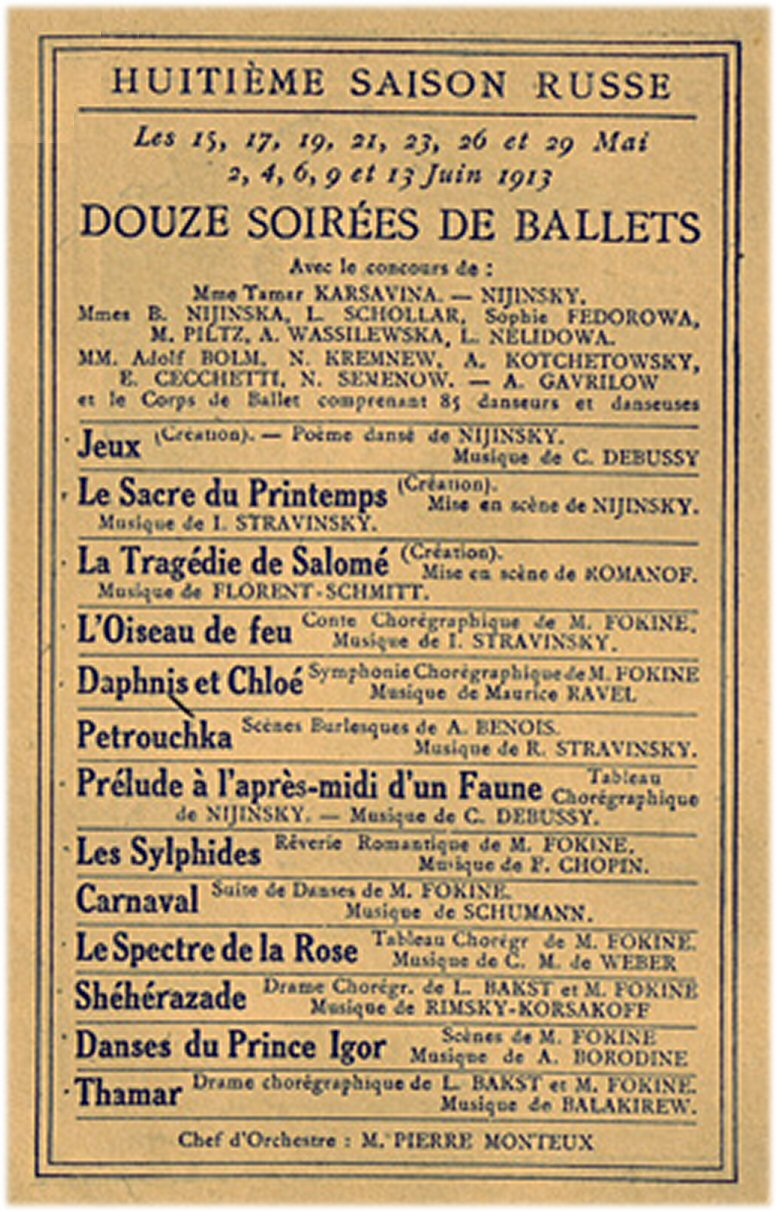
Programmankündigung für 1913. Unter den 13 Solisten Karsawina, Nijinsky, B. Nijinska, L. Schollar; Adolf Bolm, E. Cecchetti. Und 85 Mitglieder des Corps de ballet. Musikalischer Leiter Pierre Monteux

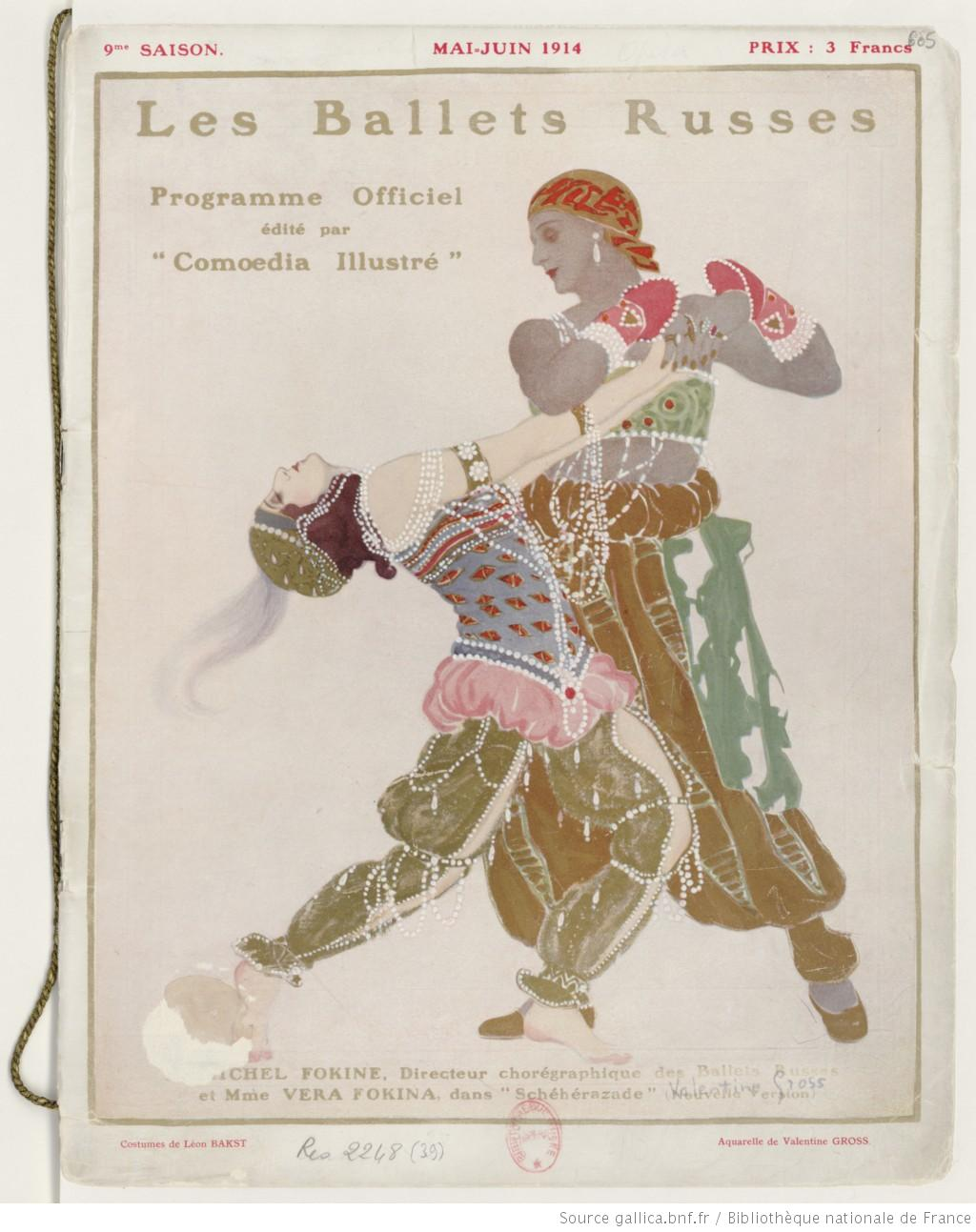
Programmheft für Scheherazade (1914)

Die Ballets Russes [balɛʀys] gelten als eines der bedeutendsten Ballettensembles des 20. Jahrhunderts. Sie wurden 1909 von dem russischen Impresario Sergei Djagilew gegründet und wirkten unter seiner Leitung zunächst in Paris, wo sie am 19. Mai 1909 einen begeisternden ersten Auftritt hatten. 1911 nahm die Kompanie ihren Sitz in Monte Carlo. Djagilews Ziel war es, russische Kunst in Europa bekannt zu machen. Er folgte dabei dem Prinzip L’art pour l’art, also Kunst um ihrer selbst willen, ohne gesuchten Bezug zur politischen Realität ihrer Zeit.
Die Choreografen der Kompanie, wie Michel Fokine, Léonide Massine und George Balanchine, legten den Grundstein für das moderne Ballett, während Tänzer wie Vaslav Nijinsky und Anna Pawlowa zu internationalen Stars der Ballettszene avancierten. Nach Djagilews Tod im Jahr 1929 wurde die Kompanie aufgelöst. Es bildeten sich als Nachfolgekompanie die Ballets Russes de Monte Carlo.

## Entwicklung und wichtige Werke
Djagilew hatte bereits im Jahre 1906 eine große Ausstellung russischer Kunst im Grand Palais und 1907 eine Konzertreihe mit russischen Kompositionen an der Pariser Oper arrangiert. 1909 präsentierte er im Pariser Théâtre du Châtelet verschiedene Ballette von Michel Fokine, darunter Le Pavillon d’Armide, Le Festin, Les Sylphides und Cléopâtre. Getanzt wurden die Stücke von berühmten Ballettstars des Petersburger Mariinski-Theaters wie Tamara Karsawina, Vaslav Nijinsky und Anna Pawlowa.
1910 gründete Djagilew mit Tänzern aus Sankt Petersburg und Moskau eine feste Theaterkompanie, die bis 1914 ihren Sitz in Sankt Petersburg hatte. Auf ihren Tourneen erlangten die Ballets Russes mit den vom Naturalismus inspirierten Choreographien Michel Fokines schnell Weltruhm. Stücke wie L’Oiseau de Feu und Petruschka nach der Musik Igor Strawinskis gehörten in der Folgezeit zum Repertoire mehrerer Tourneen.
Berühmte Bühnen- und Kostümbildner der Balletts Russes waren der vom Jugendstil inspirierte Léon Bakst und der mehr zur klassischen Ausgewogenheit neigende Alexandre Benoîs. Mit ihrer gesamten Aufführungsästhetik standen die Ballets Russes unter dem Einfluss des russischen Symbolismus. Den mechanistischen Kunsttendenzen nach der Jahrhundertwende wurde hier ein schwelgerisch üppiger, am Ausdruck von Emotion orientierter Stil entgegengesetzt.
Vaslav Nijinskys Choreografie zu Le sacre du printemps dagegen, die 1913 für die Ballets Russes entstand, wies über diesen Rahmen schon weit hinaus. Beim Publikum, das an die Bewegungen des klassischen Balletts oder der Handlungsballette des 18. Jahrhunderts gewöhnt war, löste sie einen Skandal aus. Diese Choreografie gilt mit ihren geometrisch-abstrakten Tanzfiguren gemeinhin als Beginn der Ballettmoderne. Auch Nijinskys Choreografie zu L’Après-midi d’un faune nach der Musik von Claude Debussy setzte mit der Direktheit der Darstellung neue Maßstäbe.
1914 wandte sich Djagilew von der Sankt Petersburger Schule ab und begann die Zusammenarbeit mit bildenden Künstlern zu fördern – es entstanden Ballette mit starker Betonung des Bühnenbilds. Léonide Massines Arbeiten wie beispielsweise Parade aus dem Jahr 1917 sind hiervon deutlich geprägt: Jean Cocteau, Eric Satie und Pablo Picasso schufen hierfür Libretto, Musik und Bühnenbild. Bei Zéphyr et Flora war Vladimir Dukelsky (Vernon Duke) für die Musik und Georges Braque für die Bühnenausstattung verantwortlich.
Im Jahr 1916 trat Djagilew mit seinem Ballet in Madrid auf. Dort lernte er Manuel de Falla kennen (und aus der Zusammenarbeit mit ihm das Werk El sombrero de tres picos).
Mit Bronislava Nijinska, der Schwester Nijinskys, und George Balanchine als Choreografen machten sich spätestens ab 1922 neoklassische Strömungen im Ensemble bemerkbar. Balanchine war um größtmögliche Einheit von Musik und Tanz bemüht und verzichtete auf dramatische Handlung. Sein Apollon musagète von 1928 gilt als stilbildend.
Die Ballets Russes waren zu ihrer Zeit ein einflussreiches kulturelles Phänomen, das Mode machte. Der Starkult um den großen Tänzer Nijinsky, die oft exotisch-erotischen Balletthandlungen und die sinnlich-fantastischen Kostüme beschäftigten die öffentliche Phantasie sehr. Jeder Theaterabend war ein ausverkauftes Ereignis, die Damen kleideten sich „à l’orientale“, mit Turban, Federn und dunkel geschminktem Teint, man ging aus, um den „Gott des Tanzes“, Vaslav Nijinsky, zu bewundern.
In der künstlerischen Arbeit übten die Ballets Russes direkten Einfluss auf das American Ballet Theatre und die Kompanie des New York City Ballet aus, wo Balanchine seine Arbeit fortführte.